# Pasang Lhamu Sherpa Akita
Ne doit pas être confondu avec Pasang Lhamu Sherpa.
Pas d'image ? Cliquez ici
Pasang Lhamu Sherpa Akita (née en 1984) est une alpiniste népalaise Sherpa.
Elle a été la première femme au Népal à devenir instructrice en alpinisme et une des trois premières femmes népalaises à atteindre le sommet du K2.
En 2016, elle est nommée Aventurière de l'année par le public de National Geographic, et reçoit le 45e Prix international de la solidarité alpine à Pinzolo, en Italie.

## Biographie

### Jeunesse et formation
Pasang Lhamu Sherpa Akita naît à Khumjung et grandit à Lukla. Son père décède quand elle est jeune, si bien qu'elle et sa sœur cadette deviennent orphelines au décès de sa mère à l'âge de 15 ans. Elle déménage à Katmandou, où elle a terminé ses études secondaires et obtient un emploi d'alpiniste.
Quatre ans plus tard, elle suit un entraînement au centre d'escalade de Khumbu de Conrad Anker. Grâce à une bourse, elle valide également un diplôme en alpinisme de l'École nationale des sports de montagne à Chamonix, en France.

### Alpinisme
Pasang Lhamu Sherpa Akita est la première femme à gravir Nangpai Gosum II en 2006.
En 2007, atteint l'Everest, 14 ans après qu'un autre alpiniste du même nom, Pasang Lhamu Sherpa, soit devenue la première femme népalaise à escalader le mont, mais décédée dans la descente,.
En 2014, Pasang Lhamu Sherpa Akita se lance dans l’ascension du K2, l'un des pics réputé le plus difficile, situé au Pakistan. Elle devient une des trois femmes népalaises à atteindre le sommet, aux côtés de ses consœurs Maya Sherpa et Dawa Yangzum Sherpa. L'escalade était consacrée à la sensibilisation au changement climatique et a eu lieu à l'occasion du 60e anniversaire de la première ascension du K2.
Pasang Lhamu Sherpa Akita a également escaladé le pic Yala, l'Ama Dablam, Lobuche, l'Imja Tse et l'Aconcagua. En plus de l'alpinisme au Népal, elle dirige des expéditions aux États-Unis, en Argentine, en France et au Pakistan.

### Activisme
Pasang Lhamu Sherpa Akita rejoint la Nomads Clinic, un service médical pour les régions éloignées de l'Himalaya, en 2013. Après le tremblement de terre au Népal d'avril 2015, elle travaille dans les opérations de secours, distribuant des couvertures, aidant à créer des abris pour les victimes du séisme organisant des installations médicales temporaires, coordonnant des convois de secours et empêchant la traite des victimes. Elle développe également une fondation pour soutenir l'éducation des femmes au Népal.

## Vie privée
Sa famille possède un restaurant à Louisville, dans le Colorado, où elle a parfois travaillé entre ses expéditions d’alpinisme.
Son prénom, Pasang, est le mot népalais pour vendredi, le jour de sa naissance. Son nom complet lui est donné en l'honneur de Pasang Lhamu Sherpa qu'elle prend pour modèle. Le nom de famille Akita vient de son mari, un kinésithérapeute népalais d'origine japonaise qu'elle a rencontré en se remettant d'une blessure à la hanche et avec qui elle se marie en 2010.